# Kraftwerk Hällforsen
Das Kraftwerk Hällforsen ist ein Wasserkraftwerk in der Stadt Lycksele, Gemeinde Lycksele, Provinz Västerbottens län, Schweden, das am Ume älv liegt. Es ging 1964 in Betrieb. Das Kraftwerk ist im Besitz von Uniper und wird auch von Uniper betrieben.

## Absperrbauwerk
Das Absperrbauwerk ist eine Pfeilerstaumauer mit einer Höhe von 8 m. Die Wehranlage und das Maschinenhaus befinden sich links von der Mitte des Absperrbauwerks.
Das Stauziel liegt bei 211,8 m über dem Meeresspiegel. Der Stausee erstreckt sich über eine Fläche von 0,16 km².

## Kraftwerk
Das Kraftwerk ging 1964 in Betrieb. Es verfügt mit zwei Kaplan-Turbinen über eine installierte Leistung von 21 (bzw. 22 oder 31,7) MW. Die durchschnittliche Jahreserzeugung liegt bei 130 Mio. kWh.
Die beiden Turbinen wurden von Kværner geliefert. Sie leisten jeweils 15,70 MW; ihre Nenndrehzahl liegt bei 94 Umdrehungen pro Minute. Die Fallhöhe beträgt 7,8 (bzw. 8 oder 8,6) m. Der maximale Durchfluss liegt bei 320 (bzw. 340) m³/s; der minimale Durchfluss beträgt 30 m³/s.
Die Turbine 1 wurde 2015 überholt; für ihre Leistung werden 14,747 MW und für ihren Durchfluss 170 m³/s angegeben.